# Marco Bailey
Pour les articles homonymes, voir Bailey.
Marco Bailey (né le 20 juillet 1970), de son vrai nom Marco Beelen, est un producteur et DJ belge de techno.

## Biographie
Il commence à jouer des disques de funk et de rap à l'âge de 18 ans, puis de trance psychédélique. En 1999, il fonde son propre label discographique, Session Recordings, puis MB Elektronics en 2002 et Materia en 2017. Il fait des apparitions remarquées dans des festivals tels que Nature One, Tomorrowland et I Love Techno à Gand.
Il signe de nombreux titres comme Scorpia, This is My Groove ou Shading the Freaks. Son titre Sniff (Cokeman) (1995) reste comme un des plus grands anthems trance des années 1990.

## Discographie
- 1995 : Planet Goa (Dance Opera)
- 1997 : Global Warning (Bonzai Records)
- 2000 : Sacrifice and Dedication (Primate Records)
- 2004 : Rudeboy (MB Elektronics)
- 2011 : Dragon Man (Bedrock Records)
- 2013 : High Volume (MB Elektronics)
- 2014 : 25 Years (The Reworks) (MB Elektronics)
- 2017 : Temper (Materia)
- 2021 : Surreal Stage (Materia)
- 2023 : Nocturno (Materia)[4]